# Internationale Filmfestspiele von Venedig 1989
Die 46. Internationalen Filmfestspiele von Venedig fanden vom 4. September bis zum 15. September 1989 statt. Gemeinsam mit Cannes und der Berlinale zu den bedeutendsten Filmfestivals der Welt zählend, stand es unter der Leitung von Guglielmo Biraghi. Im dritten Jahr von Biraghis Amtszeit änderte sich der offizielle Titel der Filmfestspiele von Mostra Internazionale de Cinéma in Mostra Internazionale d’Arte Cinematografica. Dies geschah, um das bisher streng auf Kinofilme ausgerichtete Festival für Fernseh- und Videoproduktionen zu öffnen. Eine geplante Reihe Venezia TV kam jedoch nicht zustande. Den Titel Mostra Internazionale d’Arte Cinematografica tragen die Filmfestspiele bis heute.
Als Eröffnungsfilm wurde Peter Brooks fast dreistündige Theaterverfilmung Mahabharata ausgewählt, die außerhalb des Wettbewerbs gezeigt wurde. Dieser folgte Peter Greenaways Der Koch, der Dieb, seine Frau und ihr Liebhaber, der im Wettbewerb Peter Halls Eine unwürdige Frau (beide aus dem Vereinigten Königreich) hatte weichen müssen.
Mit dem Goldenen Löwen, den Hauptpreis des Festivals, wurde der favorisierte taiwanische Beitrag Eine Stadt der Traurigkeit von Hou Hsiao-Hsien ausgezeichnet. An 14 Tagen fanden insgesamt 342 Vorstellungen statt. Mehr als zweitausend Journalisten aus 55 Ländern erhielten Akkreditierungen. Mit O Recado das Ilhas des Regisseurs und Drehbuchautors Ruy Duarte de Carvalho nahm erstmals ein Film von der Inselrepublik Kap Verde in Venedig teil.

## Wettbewerb

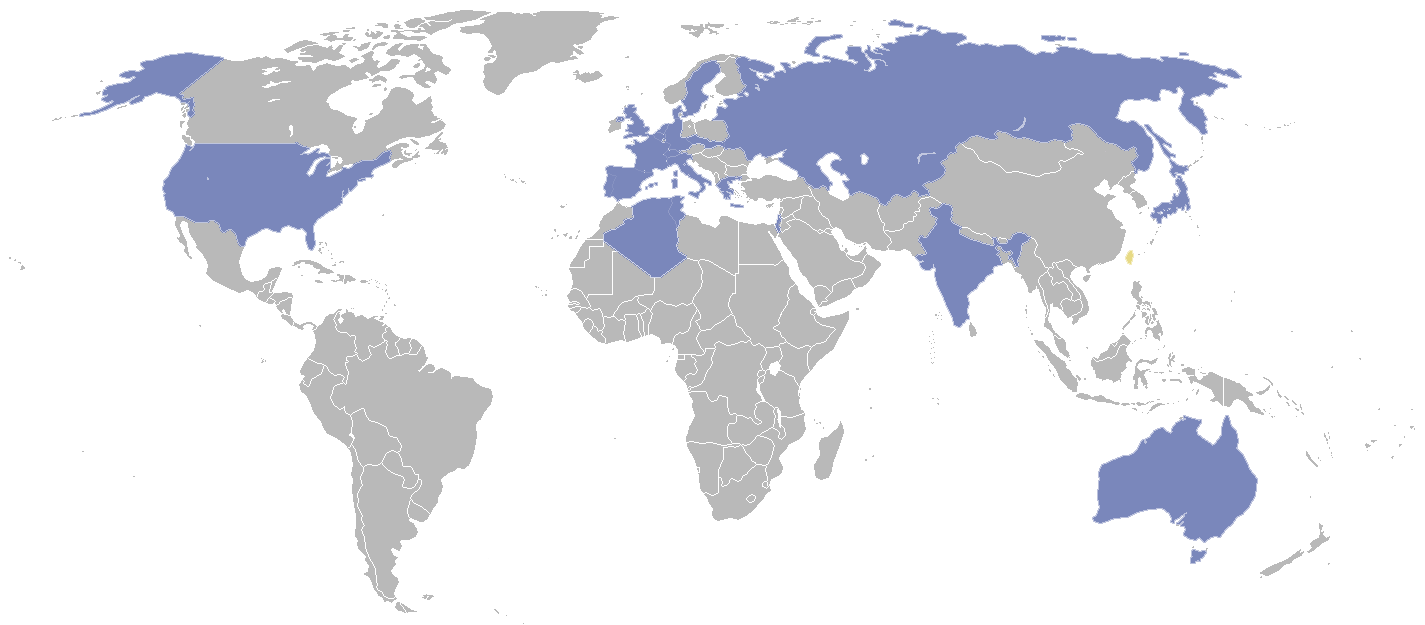
Länder, die im Wettbewerb um den Goldenen Löwen für den besten Spielfilm vertreten waren (inkl. Koproduktionsländer; gold eingefärbt Taiwan)

### Jury
Der Vorsitz der Jury im Spielfilmwettbewerb oblag dem sowjetischen Schauspieler und Regisseur Andrei Smirnov. Diesem zur Seite standen zehn weitere Jurymitglieder, ausschließlich Filmschaffende:
- Néstor Almendros, spanischer Kameramann
- Pupi Avati, italienischer Regisseur
- Klaus Maria Brandauer, österreichischer Schauspieler
- Urmila Gupta, Leiterin des International Film Festival of India[6]
- Danièle Heymann, französische Filmkritikerin
- Eleni Karaindrou, griechische Filmkomponistin
- John Landis, US-amerikanischer Regisseur
- Mariangela Melato, italienische Schauspielerin
- David Robinson, britischer Filmkritiker und Autor
- Jin Xie, chinesischer Regisseur

Im Laufe des Festivals verringerte sich die Zahl der Jurymitglieder von elf auf neun Mitglieder. Melato stürzte während der Filmfestspiele schwer und musste pausieren, während Heymanns aufgrund des Todes ihres Ehemanns vorzeitig abreiste.

### Filme
23 Spielfilmproduktionen erhielten eine Einladung in den offiziellen Wettbewerb. Frankreich war mit insgesamt vier Filmen vertreten, darunter drei europäische Koproduktionen. Italien schickte drei Filme in den Wettbewerb (davon zwei Koproduktionen). Als Beitrag der Bundesrepublik Deutschland ging Reinhard Hauffs in Argentinien gedrehter Film Blauäugig ins Rennen. Daneben bewarben sich um den Goldenen Löwen zwei weitere Filme mit deutscher Beteiligung – Otar Iosselianis Und es ward Licht und Juraj Jakubiskos Sedím na konári a je mi dobre. Die Schweiz war im Wettbewerb mit der französischen Koproduktion Die Frau aus Rose Hill von Alain Tanner vertreten.
Als Favoriten auf den Hauptpreis waren Ettore Scola, Nanni Loy, Kei Kumai, Alain Resnais, Peter Hall sowie mehrfach Hou Hsiao-Hsien gehandelt worden. Eine Stadt der Traurigkeit war der erste taiwanische Film, der auf einem großen Festival einen Preis errang.
| Film                               | Regie                  | Land                                                             | Darsteller (Auswahl)                                            |
| ---------------------------------- | ---------------------- | ---------------------------------------------------------------- | --------------------------------------------------------------- |
| Berlin-Jerusalem                   | Amos Gitai             | Frankreich, Israel, Italien, Niederlande, Vereinigtes Königreich | Lisa Kreuzer, Rivka Neuman, Markus Stockhausen                  |
| Blauäugig                          | Reinhard Hauff         | BR Deutschland                                                   | Götz George, Miguel Ángel Solá, Julio De Grazia                 |
| Ek Din Achanak                     | Mrinal Sen             | Indien                                                           | Shabana Azmi, Shreeram Lagoo, Aparna Sen                        |
| Erinnerungen an das gelbe Haus     | João César Monteiro    | Portugal                                                         | João César Monteiro, Manuela de Freitas, Ruy Furtado            |
| Fallgropen                         | Vilgot Sjöman          | Schweden                                                         | Börje Ahlstedt, Halvar Björk, Ewa Fröling                       |
| Die Frau aus Rose Hill             | Alain Tanner           | Frankreich, Schweinz                                             | Marie Gaydu, Jean-Philippe Écoffey, Denise Péron                |
| Insel der Frauen                   | Paul Cox               | Australien                                                       | Irene Papas, Eva Sitta, Anoja Weerasinghe                       |
| I Want to Go Home                  | Alain Resnais          | Frankreich                                                       | Gérard Depardieu, Laura Benson, Micheline Presle                |
| Layla                              | Taieb Louhichi         | Algerien, Frankreich, Tunesien                                   | Anca Nicola, Fatma Ben Saïdane, Abderrahmane Al Rachi           |
| M’agapás?                          | Giorgos Panoussopoulos | Griechenland                                                     |                                                                 |
| Marokko-Blues                      | Gabriel Axel           | Dänemark, Italien                                                | Nikolaj Bjarn Christensen, Nathalie Brusse, Preben Lerdorff Rye |
| Musch i dotsch Tamary Alexandrowny | Olga Naruzkaja         | Sowjetunion                                                      | Alexander Galibin, Anna Baschenowa, Walentina Maljawina         |
| Neujahr in New York                | Henry Jaglom           | Vereinigte Staaten                                               | Maggie Wheeler, Gwen Welles, Melanie Winter                     |
| Scugnizzi                          | Nanni Loy              | Italien                                                          | Leo Gullotta                                                    |
| Sedím na konári a je mi dobre      | Juraj Jakubisko        | Tschechoslowakei, BR Deutschland                                 | Bolek Polívka                                                   |
| Sehnsucht nach Australien          | Jean-Jacques Andrien   | Belgien, Frankreich, Schweiz                                     | Fanny Ardant, Jeremy Irons, Tchéky Karyo                        |
| Eine Stadt der Traurigkeit         | Hou Hsiao-Hsien        | Taiwan                                                           | Chen Sung-young, Fang Wou-yi, Tony Leung Chiu Wai               |
| Der Tod eines Teemeisters          | Kei Kumai              | Japan                                                            | Eiji Okuda, Toshirō Mifune, Gō Katō                             |
| Twisted Obsession                  | Fernando Trueba        | Spanien, Frankreich                                              | Jeff Goldblum, Miranda Richardson, Anémone                      |
| Und es ward Licht                  | Otar Iosseliani        | Frankreich, BR Deutschland                                       | Moussa Sagna, Alpha Sane, Adbou Sane                            |
| Eine unwürdige Frau                | Peter Hall             | Vereinigtes Königreich                                           | Peggy Ashcroft, Geraldine James, James Fox                      |
| Diese vitale Wut                   | Lina Wertmüller        | Italien, Frankreich                                              | Rutger Hauer, Nastassja Kinski, Peter O’Toole                   |
| Wie spät ist es?                   | Ettore Scola           | Italien, Frankreich                                              | Marcello Mastroianni, Massimo Troisi, Anne Parillaud            |

### Preisträger
- Goldener Löwe: Eine Stadt der Traurigkeit – Hou Hsiao-Hsien
- Spezialpreis der Jury: Und es ward Licht – Otar Iosseliani
- Coppa Volpi – Bester Darsteller: Marcello Mastroianni (Wie spät ist es?) und Massimo Troisi (Wie spät ist es?)
- Coppa Volpi – Beste Darstellerin: Peggy Ashcroft (Eine unwürdige Frau) und Geraldine James (Eine unwürdige Frau)
- Silberner Löwe – Beste Regie: João César Monteiro (Erinnerungen an das gelbe Haus) und Kei Kumai (Der Tod eines Teemeisters)
- Osella – Bestes Drehbuch: Jules Feiffer (I Want to Go Home)
- Osella – Beste Kamera: Giorgos Arvanitis (Sehnsucht nach Australien)
- Osella – Beste Filmmusik: Scugnizzi (für die im Film aufgetretenen jugendlichen Interpreten)
- Spezial-Löwe für sein Lebenswerk: Robert Bresson

## Filme außerhalb des Wettbewerbs
Neben Reinhard Hauffs Blauäugig sowie Und es ward Licht und Sedím na konári a je mi dobre wurden fünf weitere deutsche Filme ins Programm der Filmfestspiele von Venedig aufgenommen. In der Mitternachtsreihe Venezia Notte, die Peter Greenaways Der Koch, der Dieb, seine Frau und ihr Liebhaber eröffnete, wurden Peter Fleischmann Es ist nicht leicht ein Gott zu sein, die erste Gemeinschaftsproduktions der BRD und der Sowjetunion, sowie Niklaus Schillings Der Atem uraufgeführt. In der Reihe Horizonte war Rudolf Thome vertreten, der mit Sieben Frauen seine Trilogie Formen der Liebe komplettierte, die er mit Das Mikroskop (1987) und Der Philosoph (1989) begonnen hatte.
Ebenfalls außerhalb des Wettbewerbs wurde Steven Spielbergs Indiana Jones und der letzte Kreuzzug vorgestellt. Der dritte Teil der Indiana-Jones-Tetralogie mit Harrison Ford und Sean Connery in den Hauptrollen hatte neben Nanni Morettis Wasserball und Kommunismus den größten Besucheransturm zu bewältigen. Moretti drehte eine politische Komödie über die Krise der Kommunistischen Partei Italiens. Ebenfalls vor vollen Kinosälen lief Krzysztof Kieślowskis zehnteiliger für das polnische Fernsehen produzierter Dekalog, der den Ruhm des polnischen Regisseurs begründen sollte.
Peter Weir verzichtete darauf, seinen später mehrfach für den Oscar nominierten Film Der Club der toten Dichter im Wettbewerb laufen zu lassen. Seiner Meinung nach hätten Künstler es nicht nötig, wie in einem sportlichen Wettkampf gegeneinander anzutreten.
Im Rahmen der Filmfestspiele fand eine Retrospektive von Werken Jean Cocteaus statt. Eine Hommage widmete sich Charlie Chaplin.

## Kritiken
Die britische Tageszeitung The Guardian sprach von einem „enttäuschenden Wettbewerb“, wobei der Gewinnerfilm Eine Stadt der Traurigkeit eine Ausnahme bilden würde.
Die Frankfurter Allgemeine Zeitung nannte die Preisträger „höchst festivaltauglich“, die aber im Kinoalltag kaum Chancen besitzen würden. Hans-Dieter Seidel meinte einige Tage nach Festivalende eine Zweiteilung zu erkennen: „hier außerhalb des Wettbewerbs die Ware, die sich in ihrer Struktur stark publikumsorientiert vorstellte und morgen größtenteils im Kino Furore machen dürfte, im Positiven wie im Negativen; dort innerhalb des Wettbewerbs das Futter für die wenigen Eingeweihten, andächtig beraunt, aber wohl rasch und folgenlos vergessen.“ Gleichzeitig fiel ihm ein „immer stärkere(s) Verblassen nationaler Identität“ auf, während die Jury, mit Ausnahme von Iosselianis Und es ward Licht, ihre Hauptpreise an Beiträge vergab, „die streng ihre nationale Identität zu wahren“ gewusst hätten. Das „Unausgegorene, Verquaste und Stromlinienförmige“ nehme nach Seidel so bedenklich zu, dass das Festival an Gewicht einzubüßen drohe, das ihm zukomme.
die tageszeitung kritisierte ebenfalls die Filmauswahl. „[…] das meiste, was geboten wird, ist so fürchterlich schlecht, so erbarmungslos unter jedem noch irgendwie diskutablen Niveau, daß es schon eines Meisterwerkes bedurfte, um diese Scharten auszuwetzen“, so Arno Widmann. Die Journalisten hätten das Filmangebot als „kalte Platte“ betrachtet, „von der man hier ein Häppchen, da ein Häppchen sich schnappt, ohne je einen Film ganz zu sehen.“ Er meinte, in dem Thema „Familienbande“ einen Trend zu erkennen, da in 14 von 23 Wettbewerbsfilmen die Eltern-Kind-Beziehung eine zentrale Rolle spielen würde. Festivalleiter Guglielmo Biraghi hätte auf „Biedermeier“ gesetzt. „Sein (Biraghis) Programm predigt von den Gefahren der großen weiten Welt und macht Reklame für Sicherheit und Geborgenheit.“
Otar Iosseliani kritisierte die Biennale-Jury des Jahres 1989, die „eines Provinzfestivals würdig“ gewesen wäre.